# Grig Chiroiu
Gelu-Grigoraș „Grig” Chiroiu (n. 16 mai 1970, București, România) este un actor și politician român. A fost cooptat în serialul Trăsniții în anul 2003, unde a interpretat rolul unui prezentator de televiziune avar (Pupăză G. Grigoraș), care are un show intitulat „Pupăză Show”.
Acesta deține, din 2007, o pensiune în stațiunea vâlceană Băile Olănești.
Grig Chiroiu a candidat la Alegerile locale din 2024 pentru funcția de primar al orașului Băile Olănești, din partea Partidului Național Liberal, unde a obținut 19,55% din numărul total de voturi exprimate.